# .mq
mq. هو نطاق إنترنت من صِنف مستوى النطاقات العُليا في ترميز الدول والمناطق، للمواقع التي تنتمي إلى مارتينيك (مستعمرة فرنسية في البحر الكاريبى). التسجيلات مقفلة على النطاقات من المستوى الثاني